# Valentin Katajev

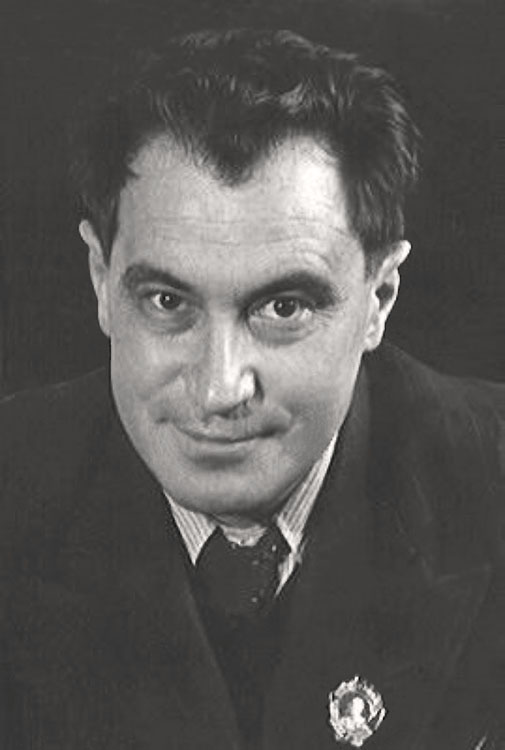
Valentin Katajev, 1950

Valentin Petrovitsj Katajev (Russisch: Валентин Петрович Катаев) (Odessa, 28 januari 1897 - Moskou, 12 april 1986) was een Russisch schrijver en journalist.

## Jeugd
Valentin Katajev werd geboren in het gezin van een Russische vader en een Oekraïense moeder. 
Hij publiceerde zijn eerste gedicht al op 13-jarige leeftijd in een lokale krant. Katajev begon serieus met schrijven toen hij soldaat was, gedurende de Eerste Wereldoorlog. Na de Oktoberrevolutie diende hij volgens de biografieën van de Sovjets in het Rode Leger, anderen beweerden dat hij in het Witte Leger vocht tot aan de overgave van Odessa. In 1920 begon hij een carrière als journalist.
In 1922 vertrok Katajev naar Moskou, waar hij een baan kreeg bij het satirische tijdschrift Goedok. Daar werkte hij samen met onder meer Michail Boelgakov, Michail Zosjtsjenko, Ilya Arnoldovitsj Fajnzilberg en zijn eigen broer, Jevgeni. Jevgeni werd later zeer beroemd als helft van het schrijversduo dat hij samen met zijn collega Ilya vormde onder de naam Ilf en Petrov. Samen schreven zij het inmiddels wereldberoemde boek De Twaalf Stoelen.
Het idee voor De Twaalf Stoelen kwam oorspronkelijk van Valentin Katajev. Deze had het idee voor de hoofdpersoon, een reizende oplichter genaamd Ostap Bender, mogelijkerwijs afgekeken van Gogols hoofdpersoon Pavel Ivanovitsj Tsjitsjikov uit Dode Zielen (1841).
Het korte verhaal De Mooie Broek is een satirisch verhaal over een arme filoloog op zoek naar succes. In 1925 publiceerde hij het verhaal Strijd tegen de dood waarbij hij een gevecht tegen de Russische bureaucratie beschrijft. Zijn eerste boek uit 1926 was getiteld Bedriegers (Rastrattsjiki) waarbij hij op satirische wijze het gebrek aan woonruimte in Moskou aan de orde stelt.

## Onder het Stalinisme
Katajev was een conformistische schrijver, een overtuigd aanhanger van het Sovjetsysteem. Hij was een volgeling van het socialistisch realisme zoals dat onder invloed van Andrej Zjdanov zijn intrede deed in de Sovjetkunst.
In 1934 begon hij te schrijven voor de Staatsuitgeverij voor Kinderliteratuur. Door te kiezen voor het schrijven van boeken over en voor kinderen kon hij deels ontsnappen aan het kritische oog van de Stalinistische dictatuur. In tegenstelling tot schrijvers als Samoeil Marsjak en Kornej Tsjoekovski, die kinderboeken schreven, koos Katajev voor het schrijven van boeken met de jeugd als thema. Door te schrijven vanuit een kinderlijk waarnemingsvermogen en gebruik te maken van kinderlijke terminologie in zijn beschrijvingen creëerde hij een beperkte artistieke vrijheid.
In zijn boek Za Vlast Sovjetov ("Voor de macht van de Sovjets", 1949) beschreef hij de strijd van de Oekraïense rebellen tegen nazi-Duitsland gedurende de Tweede Wereldoorlog.
Gedurende de jaren vijftig en zestig was Katajev uitgever van het tijdschrift Joenost ("Jeugd"), waarbij werk van nieuwe Russische schrijvers, zoals Jevgeni Jevtoesjenko en Bella Achmadoelina werd uitgegeven. Hij ontwikkelde een stijl die hij lyrisch dagboek noemt, een mengeling van autobiografische details en fictie.

## Later werk
Een van de beroemdste werken van Katajev verscheen in 1967, en was getiteld Svjatoj kolodets, de Heilige Bronnen. In het werk vallen invloeden van Marcel Proust, Franz Kafka en James Joyce te ontdekken. Katajev heeft in dit boek dromen, herinneringen en ideeën door elkaar heen geweven. De schrijver presenteert daarmee voor eerst in de Sovjet-Unie de techniek van de Stream of consciousness.
Tot 1986 bleef Katajev literair werk produceren. Door critici werd zijn werk als gematigd experimenteel geclassificeerd.
- Biblioteca Nacional de España: XX4578962
- Bibliothèque nationale de France: cb119094782 (data)
- Catàleg d'autoritats de noms i títols de Catalunya: 981058523799506706
- CiNii: DA01110649
- Gemeinsame Normdatei: 118560522
- International Standard Name Identifier: 0000 0001 2125 8041
- Library of Congress Control Number: n50044643
- Nationale Bibliotheek van Letland: 000067106
- MusicBrainz: d3e59328-0148-4c3d-85ae-24dd4c878ffe
- Bibliotheek van het Japanse parlement: 00445236
- Nationale Bibliotheek van Tsjechië: jn19990210319
- Nationale Bibliotheek van Israël: 987007304858805171
- Nationale Bibliotheek van Polen: a0000001179876
- Nederlandse Thesaurus van Auteursnamen: 069956863
- Russische Staatsbibliotheek: 000083292
- LIBRIS: 193013
- SNAC: w6nk3rhj
- Système universitaire de documentation: 026946157
- Trove: 886938
- Union List of Artist Names: 500461214
- Virtual International Authority File: 29535927
- WorldCat: E39PBJwRPvywJH9K8Cc74VXTpP